# Helegiu
Helegiu è un comune della Romania di 7 238 abitanti, ubicato nel distretto di Bacău, nella regione storica della Moldavia.